# شباب سبايسي (فلم)
شباب سبايسي فيلم مصري إنتاج عام 2005.

## قصة الفيلم
تدور أحداث الفيلم عن مجموعة من الشباب حديثي التخرج يقررون عدم اتباع الحلول التقليدية لمشاكل البطالة ويخوض كلا منهم عملا خاصًا به لتحقيق أحلامه في الحب والزواج، ورغم تعرضهم للعديد من المشاكل إلا أنهم يصرون على النجاح.

## بطولة[1]
- منة فضالي
- مجدي فكري
- نور قدري
- محمد عبد الجواد
- غريب محمود

## روابط خارجية
- شباب سبايسي على موقع قاعدة بيانات الأفلام العربية